# 9351 Ноймаєр
9351 Ноймаєр (9351 Neumayer) — астероїд головного поясу, відкритий 2 жовтня 1991 року.
Тіссеранів параметр щодо Юпітера — 3,538.